# 马里乌波尔战役 (2014年)

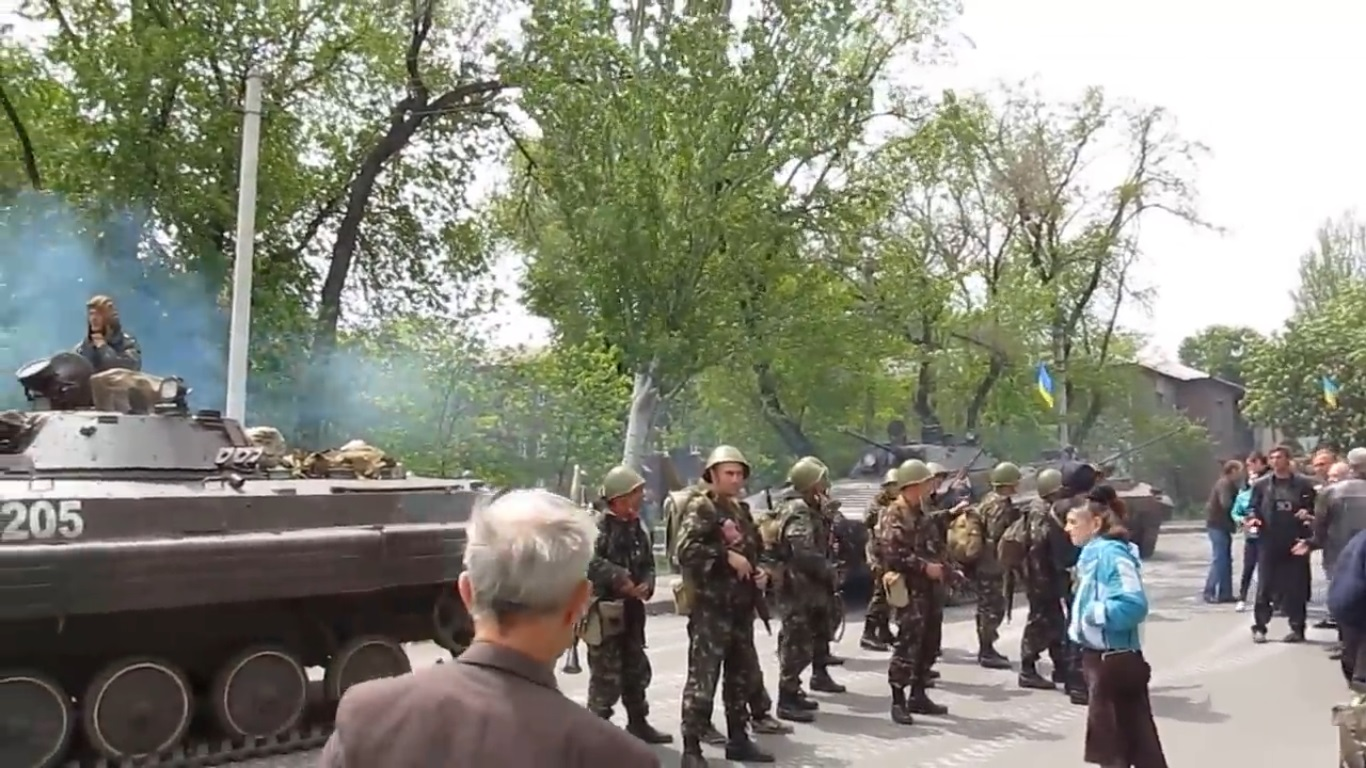
与马里乌波尔当地部分居民对峙的乌克兰军队

马里乌波尔战役（烏克蘭語：Протистояння у Маріуполі），发生于2014年5月6日至6月14日顿巴斯战争期间，是在顿涅茨克州马里乌波尔市爆发的乌克兰政府军、当地警察和隶属于顿涅茨克人民共和国的分离主义武装分子之间的小规模冲突。

## 背景
2013-2014年乌克兰广场革命后，乌克兰东部部分地区爆发骚乱。
马里乌波尔是顿涅茨克州第二大城市，自2014年3月以来时有零星骚乱。2014年3月18日，亲俄示威者首次占领市政厅。4月16日，约300人使用汽油弹攻击了当地的乌军军事单位。时任乌克兰内政部长阿尔森·阿瓦科夫声称政府军被迫开火，导致3名袭击者死亡。

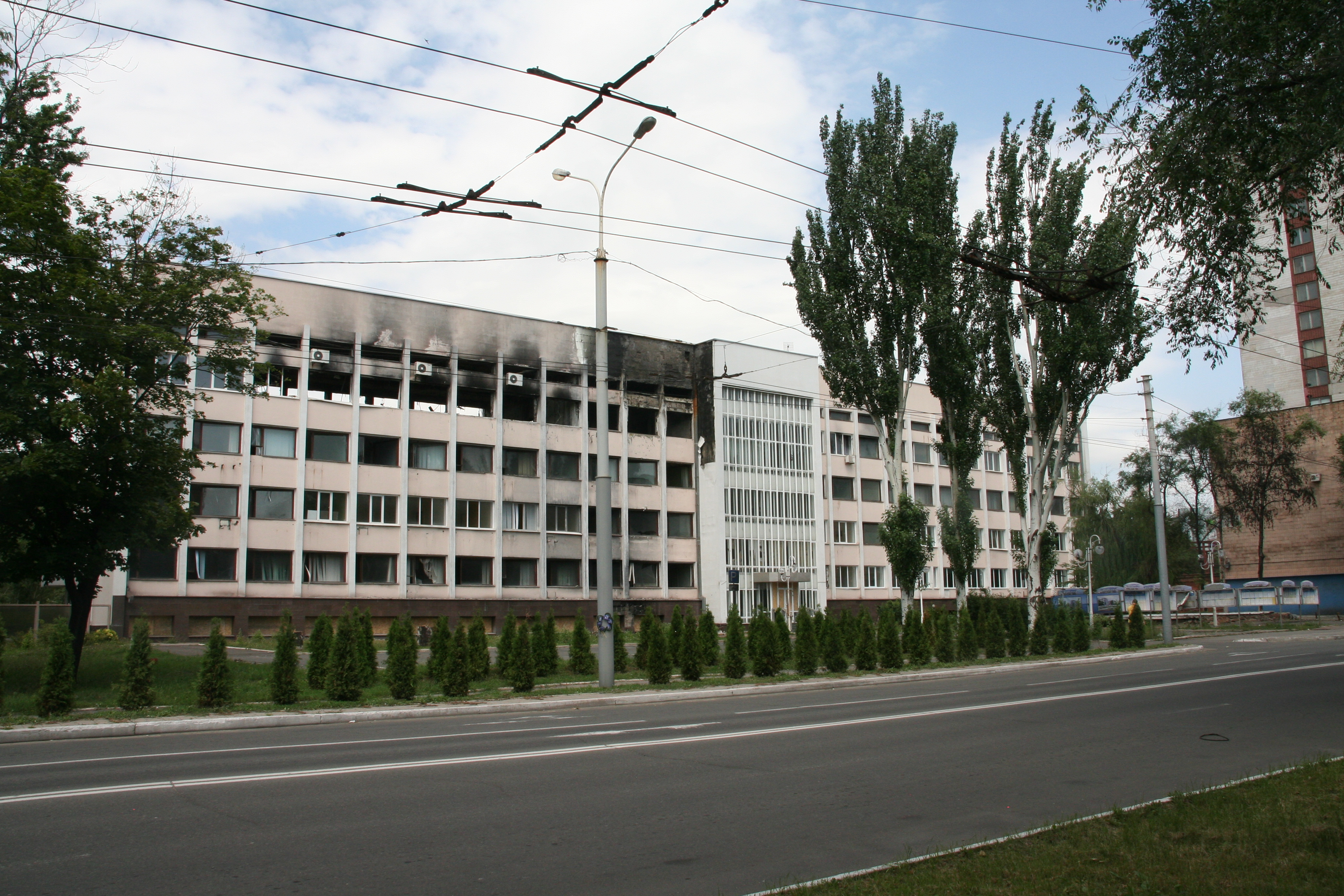
遇损毁的马里乌波尔市政厅

2014年4月24日，乌克兰政府军声称已重新控制马里乌波尔市政厅，但该说法遭到反政府人员的否定，BBC亦报道称此处没有乌军迹象。此后市政厅几度易手，最终于5月8日由乌克兰政府军重新控制。

## 过程

### 警察总部冲突
5月9日，马里乌波尔警察总部发生暴力冲突，造成21人死亡。乌克兰政府表示，因分离主义者企图袭击警察总部，政府方面派出装甲运兵车应对。乌克兰内政部声称，至少有60名手持自动武器的分离主义者参与袭击，有一名分离主义者狙击手从附近医院的天台向政府军和平民开枪。乌内政部长称，政府军夺回警察总部的过程中，有20名分离主义者死亡、4人被俘。

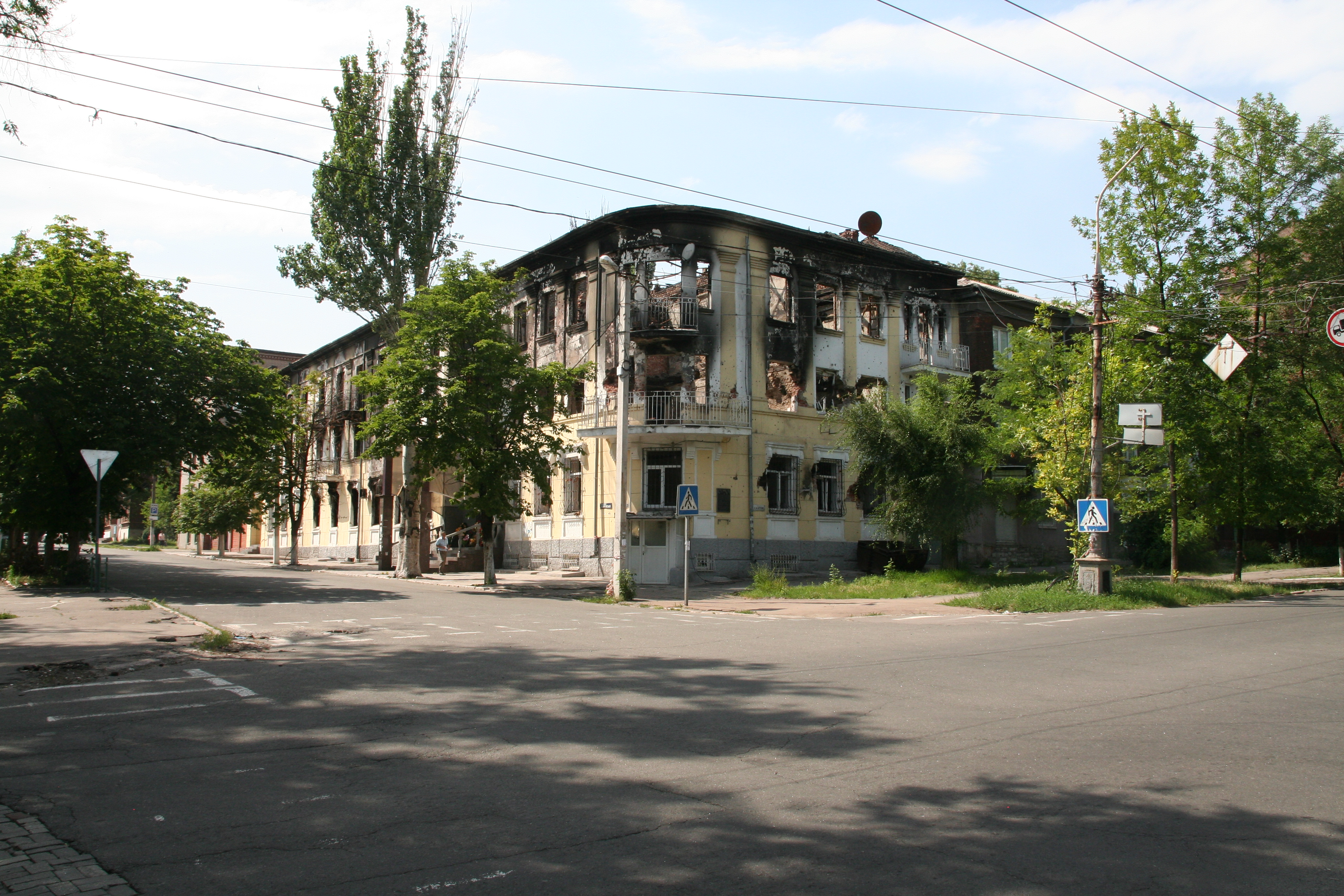
被焚毁的马里乌波尔警察总部

据纽约时报和BBC等媒体报道，有部分当地居民就乌克兰政府方面对此事的说法提出质疑。有居民称，冲突是因马里乌波尔当地警察反抗基辅派遣的新任警察局长而引发，而政府方面袭击了同情亲俄示威者的警察。BBC发布的视频显示，有亲俄示威者试图阻止政府军的装甲车进入马里乌波尔市，但未获成功。

### 政府军撤出
警察总部冲突结束后，乌克兰政府方面表示，为避免局势进一步恶化，乌克兰政府军撤出马里乌波尔市，使该市完全处于亲俄示威者控制下。据卫报报道，政府军在撤出马里乌波尔的过程中向无武装平民开枪。人权观察组织的观察员报告称，乌克兰政府军可能确实在剧院附近过度使用武力导致平民死伤，并呼吁对此进行彻底全面调查。
随后，马里乌波尔政府大楼遭纵火，有三家枪支商店被洗劫。2014年5月11日，马里乌波尔举行顿巴斯独立公投。

### 钢铁集团干预
2014年5月11日，Metinvest钢铁集团宣布将在当地钢铁工人中组建民兵组织，以保护平民免受抢劫犯等犯罪分子的侵害。该钢铁集团呼吁乌克兰政府不要向马里乌波尔派遣军队，并开始与亲俄示威者进行谈判。5月15日，顿涅茨克人民共和国代表、当地社区领袖和警察代表签署Metinvest钢铁集团发起的协议。钢铁集团民兵和马里乌波尔警察开始在市内进行联合巡逻。

### 政府军反攻
2014年6月13日上午，乌克兰政府方面开始反攻，亚速营和第聂伯罗-1营开始夺回马里乌波尔市内的主要建筑物，五名分离主义武装人员死亡。乌克兰内政部长称，马里乌波尔市内所有的“恐怖分子据点”都被控制。战斗六小时后，乌克兰政府军重新在马里乌波尔市悬挂乌克兰国旗。
欧安组织监测员于8月18日访问马里乌波尔市，表示马里乌波尔市已“平静而稳定”。报告称马里乌波尔约有两万名难民。

## 纪念

### 一周年
2015年6月13日，第3057号军事单位捍卫者纪念碑在该市揭幕。2015年，亚速公共电视台发布纪录片，纪念马里乌波尔战役。

### 五周年
2019年6月13日，马里乌波尔举行解放日阅兵活动。乌克兰总统泽连斯基访问马里乌波尔市。